# (6899) Nancychabot
(6899) Nancychabot (1988 RP10) – planetoida z pasa głównego asteroid okrążająca Słońce w ciągu 5 lat i 7 dni w średniej odległości 2,93 j.a. Została odkryta 14 września 1988 roku w Cerro Tololo Inter-American Observatory przez Schelte Busa. Nazwa planetoidy pochodzi od Nancy Chabot (ur. 1972) zajmującej się badaniami planet w Applied Physics Laboratory na Uniwersytecie Johna Hopkinsa.